# Wielki Żor
Wielki Żor (835 m) – szczyt w paśmie Glinnego w Beskidzie Śląskim. Znajduje się w nim między szczytem Glinnego a Małym Żorem.
Jest to porośnięta lasem góra o ostrym wierzchołku. Jej południowe stoki opadają do doliny potoku Bystra, zachodnie do dolinki jej dopływu – potoku W Sikorczanem, we wschodnim kierunku tworzy krótki grzbiet oddzielający dolinki potoku Kubisówka i jego dopływu. Przez grzbiet Wielkiego Żoru biegnie granica między wsiami Kamesznica i Cisiec w województwie śląskim, w powiecie żywieckim.